# Carmala Garzione
Carmala Nina Garzione est une géologue et universitaire américaine. Elle est professeure de sciences de la terre et de l'environnement et vice-rectrice aux affaires professorales au département de sciences du Rochester Institute of Technology.

## Formation
Carmala Garzione est diplômée en géologie en 1994 de l'Université du Maryland et membre de la fraternité Phi Beta Kappa. Elle obtient en 1996 une maîtrise en géosciences à l'Université de l'Arizona. Ses recherches doctorales ont porté sur les gorges (en) de Kali Gandaki et le Graben, et sur l'impact de la tectonique sur l'évolution du plateau tibétain, avec une thèse soutenue en 2000, intitulée « Tectonic and paleoelevation history of the Thakkhola Graben and implications for the evolution of the southern Tibetan Plateau », sous la direction de Peter G. DeCelles,. Elle a reconnu la puissance de la paléoaltimétrie dans la création de modèles géodynamiques.

## Recherche et carrière
Garzione est nommée professeure assistante en 2000 à l'université de Rochester, puis promue professeure en 2013. Ses recherches ont porté sur les montagnes et l'évolution du climat. Elle s'est concentrée sur la région Himalaya-Tibet dans l'Himalaya et les Andes, des chaînes de montagnes qui ont un impact sur le climat mondial et les budgets géochimiques,. Pour mieux comprendre les processus tectoniques tels que le soulèvement de surface, Garzione mesure l'élévation d'anciennes chaînes de montagnes, ce que l'on appelle la paléoaltimétrie, ainsi que les mesures des températures de surface des sols anciens. Elle a été pionnière dans l'utilisation des mesures d'isotopes stables,. En général, il s'agit de mesures de δ 18 O et δ 2 H dans les précipitations, dont les valeurs varient au fur et à mesure que l'altitude augmente. Près du niveau de la mer, les températures restent chaudes, tandis qu'à des altitudes plus élevées, les températures se refroidissent à mesure que les montagnes s'élèvent. En général, les isotopes les plus lourds forment des liaisons plus fortes. Dans les régions à basse température élevée, les atomes vibrent plus lentement et les liaisons des isotopes lourds sont plus difficiles à rompre, de sorte que la concentration de carbone 13 et d'oxygène 18 est plus élevée.
Garzione a montré que le plateau de l'Altiplano dans les Andes centrales a été formé par une série d'impulsions de croissance rapides, et non par un soulèvement continuel,,. En termes de croissance des montagnes, rapide signifie gagner au moins un kilomètre sur plusieurs millions d'années. Elle a montré que des parties de la croûte inférieure et supérieure dense, qui servent d'ancrage à la base de la croûte, se détachent périodiquement et s'enfoncent à travers le manteau. Ce processus facilite le soulèvement de la croûte supérieure de densité inférieure, ce qui lui permet de s'élever rapidement. Garzione a étudié le rôle du dioxyde de carbone dans le refroidissement global qui s'est produit il y a trois millions d'années.
Depuis 2019, Garzione est professeure à la faculté de sciences du Rochester Institute of Technology et vice-rectrice aux affaires professorales.

## Récompenses et honneurs
- 2007 Médaille Donath de la Société américaine de géologie[16]
- 2008 Membre élue de la Société américaine de géologie[9]
- 2009 prix Blavatnik pour les jeunes scientifiques (en)[9]
- 2020 Médaille William R. Dickinson de la Society for Sedimentary Geology [7],[10]

## Publications (sélection)
- (en) Garzione, Hoke, Libarkin et Withers, « Rise of the Andes », Science, vol. 320, no 5881,‎ 6 juin 2008, p. 1304–1307 (ISSN 0036-8075, PMID 18535236, DOI 10.1126/science.1148615, lire en ligne)
- DeCelles, Robinson, Quade et Ojha, « Stratigraphy, structure, and tectonic evolution of the Himalayan fold-thrust belt in western Nepal », Tectonics, vol. 20, no 4,‎ 1er août 2001, p. 487–509 (ISSN 0278-7407, DOI 10.1029/2000tc001226)
- (en) Garzione, Molnar, Libarkin et MacFadden, « Rapid late Miocene rise of the Bolivian Altiplano: Evidence for removal of mantle lithosphere », Earth and Planetary Science Letters, vol. 241, no 3,‎ 31 janvier 2006, p. 543–556 (ISSN 0012-821X, DOI 10.1016/j.epsl.2005.11.026, lire en ligne)